# Woodditton
Woodditton – wieś w Anglii, w hrabstwie Cambridgeshire, w dystrykcie East Cambridgeshire. Leży 22 km na wschód od miasta Cambridge i 86 km na północny wschód od Londynu. Miejscowość liczy 1789 mieszkańców.